# Вовчок ельзаський
Вовчок ельзаський (Orobanche alsatica) — вид трав'янистих рослин родини вовчкові (Orobanchaceae), поширений у Європі, Марокко й помірній західній Азії.

## Опис
Дворічна чи багаторічна рослина 30–60 см заввишки. Луски 10–12 мм завдовжки. Віночок 20-22 мм довжиною, буро-жовтуватий, з фіолетовим відтінком, зів мало розширений, край відгину нерівномірно зубчастий. Нитки тичинки прикріплені до віночку на відстані однієї третини від його основи.

## Поширення
Поширений у Європі, Марокко й помірній західній Азії.
В Україні вид зростає на схилах і в чагарниках — на Правобережжі Україна, крім Карпат, рідко. Паразитує на коренях смовді.